# 汤姆·巴雷特 (密歇根州政治人物)
托马斯·莫尔·巴雷特（1981年4月30日—）是美国政治人物，自2025年起担任密歇根州第七国会选区联邦众议员。2019年至2023年间，他担任密歇根州参议院第24选区议员。
巴雷特是2022年密歇根州第七国会选区的共和党候选人，他输给了时任民主党籍议员埃莉萨·斯洛特金。他于2024年再次竞选同一席位，击败了民主党候选人小柯蒂斯·赫特尔。

## 早年生活及教育
巴雷特於1981年4月30日出生于密歇根州绍斯菲尔德，毕业于西密歇根大学并获得政治学学士学位。

## 美国陆军及早期职业生涯
巴雷特于高中毕业后加入美国陆军并服役21年。他曾在韩国、关塔那摩湾、科威特和伊拉克服役，曾参加过伊拉克战争和持久自由军事行动，他又以二级准尉的军衔在密歇根陆军国民警卫队服役，直至2022年退役。
在竞选公职之前，巴雷特曾担任密歇根州财政部分析师。

## 政治生涯

### 密歇根州众议院议员 (2014年-2019年)
巴雷特于2014年首次当选密歇根州众议院议员，险胜民主党现任议员特蕾莎·阿贝。2016年，他再次击败特蕾莎·阿贝当选。当时巴雷特的得票率为54%，而阿贝的得票率为43%，自由意志党候选人马克·洛德的得票率为3%。

### 密歇根州众议院议员 (2019年-2023年)
巴雷特于2018年当选密歇根州参议员，并于2022年担任交通和基础设施委员会主席。
巴雷特直言不讳地批评密歇根州州长格雷琴·惠特默对新冠疫情的处理方式，并发起参议院第858号法案来规范州长在紧急状态下的权力，但州长于2020年5月否决了该法案。
巴雷特是2021年1月11名联名致函国会的州参议员之一，他们要求对2020年总统选举中的“可信的不当行为指控进行客观透明的调查”。巴雷特于2022年9月表示2020年选举的合法性“不可知”。

### 2022年联邦众议院选举
2021年11月，巴雷特宣布参加2022年密歇根州第七国会选区联邦众议员竞选。他在2022年8月赢得了共和党初选，但在11月的决选中输给了民主党籍现任议员埃莉莎·斯洛特金。巴雷特的得票率为46%，而斯洛特金的得票率为52%。
据《密歇根之桥》报道，截至2022年10月12日，这是美国最昂贵的国会选举。截至11月4日，双方竞选团队已花费超过3600万美元。

### 2024年联邦众议院选举
巴雷特于2024年再次竞选同一选区，他在决选中击败了民主党籍候选人小柯蒂斯·赫特尔。

## 个人生活
巴雷特与妻子阿什利以及四个孩子住在密歇根州夏洛特。他的曾祖父路易斯·C·拉博于1935年至1947年以及1949年至1961年以民主党人的身份担任密歇根州第十四国会选区联邦众议员。在第119届国会开幕进行房间抽签时，巴雷特要求同事空出朗沃斯大厦办公楼的1232号房间（他的同事也照做了），这样他就可以使用这间其曾祖父在1954年用过的办公室。巴雷特是天主教徒。